# Eduardo Posada Flórez
Eduardo Posada Flórez (Bogotá, Colombia, 18 de febrero de 1942) es un físico y científico colombiano reconocido como uno de los padres de las políticas en CTI: ciencia, tecnología e innovación en Colombia. Actualmente (2019) es director del Centro Internacional de Física y de la Junta de Maloka (2012). Entre las distintas aportaciones por las que es conocido se encuentran su labor de gestión de las políticas de Ciencia y Tecnología en Colombia y sus trabajos sobre bajas temperaturas, criogénesis y superconductividad, desarrollados tanto en Europa como en el Centro Internacional de Física.

## Biografía
Nació en Bogotá, Colombia el 18 de febrero de 1942. Es Bachiller del Colegio Andino de Bogotá, posteriormente se trasladó a Suiza para realizar sus estudios superiores. Recibió su grado de Físico de la Universidad de Lausana, Suiza en 1966 y en 1972 el de doctor en Física. Algunas de sus notables contribuciones son su reconocido trabajo en bajas temperaturas, criogénesis y superconductividad, desarrollado en Europa y Colombia. Se desempeñó como asistente diplomado de la planta de criogénesis del Instituto de Física de la Universidad de Lausana, donde diseñó e implementó una nueva planta de producción de Helio que fue la más moderna de Europa en su tiempo.[cita requerida]
Miembro de la Junta Directiva de ACAC (Presidente desde 1989) una de las entidades promotoras de la legislación colombiana para ciencia y tecnología, la feria científica “Expociencia” y de la Revista de popularización “Innovación y Ciencia”,[cita requerida] cofundador y también presidente de “Maloka”. Miembro de Número (Silla N.º 31) de la Academia Colombiana de Ciencias Exactas, Físicas y Naturales.
Desde el Centro Internacional de Física (CIF), ha promovido importantes proyectos en investigación básica y aplicada y la creación de empresas de base tecnológica. Ha sido investigador principal de varios proyectos financiados por Colciencias y ha dirigido más de 30 tesis de pregrado y posgrado.[cita requerida]
Entre 1975 y 1992 fue jefe del Grupo de Física Técnica del Laboratorio de Investigaciones sobre la Química del Café de la Federación Nacional de Cafeteros de Colombia, contribuyendo a la investigación de fenómenos físicos, procesamiento de productos naturales, particularmente en secado, liolifilizado y liofilizado-seco.
Presidente de la Asociación Pro-Centro Internacional de Física-ACIF (1982-1987), Presidente de la Asociación Interciencia (1993-1994), miembro de la Comisión de Ciencia, Educación y Desarrollo (1993-1994).[cita requerida]
Dentro de sus logros se destacan la gestión realizada en la creación del Museo de Ciencia y Tecnología (conocido también como Maloka) y la Ley de Ciencia y Tecnología, (Ley 29 de 1990).
Durante el periodo presidencial (1990 - 1994) el entonces presidente César Gaviria lo nombró miembro de la Misión de Ciencia, Educación y Desarrollo, también llamada Misión de Sabios, en 1993, la cual además estuvo compuesta por Fernando Chaparro, Manuel Elkin Patarroyo, Rodolfo Llinás y Gabriel García Márquez, premio Nobel de literatura entre otros.[cita requerida]

## Cargos Ocupados
- Profesor de la Universidad Nacional de Colombia (1975)[1]
- Miembro de la Junta Directiva de Luis Soto S.A. (1982).[1]
- Director ejecutivo del Centro Internacional de Física (1986 - 1991)[1]
- Miembro de la Junta Directiva del Instituto de Asuntos Nucleares (1991)[3]
- Miembro de la Junta Directiva de Fundación del Banco de la República (1992).[3]
- Miembro de la Junta Directiva de la Fundación para la Promoción de la Investigación y la Tecnología (1992 - 2003)
- Miembro de la Junta Directiva de la Corporación Innovar (1994).
- Miembro de la Junta Directiva de Propel (1996 - 1999)
- Vicepresidente de la Sociedad Colombiana de Física (1984-1987).[2]
- Miembro del Consejo Científico Internacional del ICTP (1984).[3]
- Miembro del Consejo Directivo de la Facultad de Ciencias de la Universidad Nacional de Colombia (1989).[3]
- Miembro del Consejo del Programa Nacional de Desarrollo y Industrial Calidad (1990 - 1992).
- Miembro del Consejo del Programa Nacional de Ciencias Básicas (1992 - 1994)
- Miembro del Consejo Directivo de la Corporación Corrosión (1995 - hasta la fecha).
- Consejo Directivo de la Corporación Calidad (invitado permanente)
- Miembro del Comité del área de Ciencias de la Universidad Nacional (1989 -1991).
- Miembro del Comité de Apoyo a la Investigación de la Universidad Nacional de Colombia (1990 - 1991).
- Miembro del Comité de Calidad de Colciencias (1992).[3]
- Comité de Ciencias de la Asociación Colombiana para el Avance de la Ciencia (Vicepresidente 1983 - 1986).[3]
- Miembro de la Comisión Preparatoria de la Asamblea Nacional Constitucional para Ciencia y Tecnología (1991).
- Comisión de Ciencia y Tecnología para el Desarrollo Sostenible en el Sur – COMSATS (Presidente del Consejo Coordinador 2010 – 2013)
- Miembro del Consejo del Programa Nacional de Ciencias Básicas (2012 -
- Presidente de la Junta Directiva de la Asociación Colombiana para el Avance de la Ciencia - AvanCiencia (2022)

## Fundador de Centros de Ciencia, Investigación e Industrias
- Centro Internacional de Física - CIF[2]
- Corporación Innovar (Incubadora de Empresas)
- Corporación para la Investigación de la Corrosión
- Corporación MALOKA  (Museo Interactivo de Ciencia y Tecnología)[2]
- Liocol Ltda.
- Holocol Ltda.
- Tec-Láser S.A.
- Industrias Rexco Ltda.

## Premios y distinciones
- 2015 Los Mejores Líderes de Colombia: Por Impulsar diferentes políticas en ciencia, tecnología e innovación consolidando su apropiación social en Colombia
- 2013 Premio al Colombiano Ejemplar (Ciencia)[1]
- 2011 Investigador Emérito de la Procuraduría General de la Nación.[3]
- 2006 	Catedrático Emérito, Universidad Nacional de Colombia.[3]
- 2006	Medalla al Mérito Científico en la Categoría Oro, Fundación Colombiana de Ciencias.[3]
- 1999	Mención Honorífica - Contribución a la creación de Maloka, Corporación MALOKA.[3]
- 1997	Mención en los 20 años del Departamento de Física de la Universidad Nacional de Colombia, Fondo Hernando Franco Sánchez.[3]
- 1996	Mención Honorífica - Contribución al Desarrollo de la Ciencia y la Tecnología en Colombia, UNISUR - Fac. de Ciencias Básicas e Ingeniería.[3]
- 1995	Mención Honorífica - Contribución al Desarrollo de la Ciencia y la Tecnología en Colombia, Asociación Colombiana para el Avance de la Ciencia.[3]
- 1990	Profesor Emérito, Universidad Nacional de Colombia.[3]
- 1990	Mención Honorífica en los 25 años de la creación de la Facultad de Ciencias de la Universidad Nacional de Colombia.[3]
- 1989 y 1990 Mención de Honor del Premio Nacional de Ciencias, Fundación Alejandro Ángel Escobar.[1]